# Assais-les-Jumeaux
Assais-les-Jumeaux är en kommun i departementet Deux-Sèvres i regionen Nouvelle-Aquitaine i västra Frankrike. Kommunen ligger i kantonen Saint-Loup-Lamairé som tillhör arrondissementet Parthenay. År 2022 hade Assais-les-Jumeaux 766 invånare.

## Befolkningsutveckling
Antalet invånare i kommunen Assais-les-Jumeaux
| Referens: INSEE |